# Liste der Monuments historiques in La Caillère-Saint-Hilaire
Die Liste der Monuments historiques in La Caillère-Saint-Hilaire führt die Monuments historiques in der französischen Gemeinde La Caillère-Saint-Hilaire auf.

## Liste der Bauwerke
| Bezeichnung                  | Beschreibung | Standort | Kennzeichnung | Schutzstatus | Datum | Bild           |
| ---------------------------- | ------------ | -------- | ------------- | ------------ | ----- | -------------- |
| Kirche St-Jean-l’Évangéliste |              | (Lage)   | PA00110062    | Inscrit      | 1927  | weitere Bilder |
| Manoir de La Ray             | Erbaut 1596  | (Lage)   | PA00110063    | Inscrit      | 1984  |                |